# Донецький обласний спеціалізований коледж спортивного профілю ім. С. Бубки
Донецький обласний спеціалізований фаховий коледж спортивного профілю ім. С. Бубки — школа інтернат спортивного профілю. Заснована у 1989 році наказом Державного комітету з фізичної культури і спорту на базі Донецького технікуму фізичної культури.

## Історія
Наказом Державного комітету з фізичної культури і спорту України від 18-го серпня 1989 року на базі Донецького технікуму фізичної культури було вирішено створити училище олімпійського резерву з першим набором учнів 250 чоловік по спеціалізації з дев'яти видів спорту: баскетбол, бокс, велоспорт, волейбол, легка атлетика, плавання, футбол, дзюдо, та інші. Але складність була в навчально-тренувальному процесі — не вистачало спортивної бази, навчальних класів та аудиторій. Знайшлися кошти на суму майже 80-ти тисяч рублів, задіяних від доходів спортивної лотереї, і робота, як кажуть, пішла. Покращився тренерсько-викладацький склад. Майже в кожної спеціалізації були заслужені тренери СРСР і України, яскраві особистості — Юрій Бухман, Григорій Гурлянд, Микола Мирза, Галина Лосинська та інші. Тому успіх до учнів УОРа прийшов швидко і відразу. Одне з перших досягнень сталося на представницькому турнірі восьми міст зі спортивної гімнастики в Америці. Донецька четвірка у складі Михайла Павлова, Василя Ласі, Євгенія Жеребчевського та Сергія Палецького перемогла в особистій та командній першості та ще й завоювала все золото в окремих вправах.

### Випускники
Серед перших випускників коледжу — майбутня абсолютна чемпіонка Олімпійських ігор Лілія Подкопаєва, кращий футболіст України 1998 року Сергій Ребров, переможець міжнародних змагань, велогонщик Олександр Дикий, гравці баскетбольної збірної України Андрій Ботічев і Артур Дроздов, кращий спринтер Європи кінця 80-х років Микола Разгонов, бронзовий призер чемпіонату світу, важкоатлет Олексій Обухов та інші.

### Сергій Бубка
У 1995 році в училищі олімпійського резерву відбулася значна подія. Навчальному закладу було присвоєно ім'я видатного спортсмена сучасності — олімпійського чемпіона, 10-ти кратного чемпіона і 35-разового рекордсмена світу Сергія Бубки.

### Олімпійські ігри
За 20-ти річну історію існування Донецького вищого училища олімпійського резерву ім. Сергія Бубки 26 вихованців були учасниками Олімпійських ігор, починаючи з 1996 року.
11 вихованців стали заслуженими майстрами спорту України:
Лілія Подкопаєва, Дарина Згоба — спортивна гімнастика;
Володимир Рибін — велотрек;
Ірина Ліщинська, Наталія Тобіас, Денис Юрченко — легка атлетика;
Тетяна Лазарєва — вільна боротьба;
Олена Чабаненко, Олена Моісейчева, Вікторія Жердєва, Надія Суріна — спортивна акробатика.

### Війна на сході
У зв'язку з військовою агресією на сході України з боку Росії, училище переїхало до міста Бахмут. Базою училища (коледжу) став дитячий табір «Вогник».

## Керівництво
Директор училища — Анушкевич Игорь Казимирович
Майстер спорту СРСР з дзюдо, заслужений тренер України.
У 1975-2002 роках був тренером-викладачем з дзюдо в ДЮСШ, ШВСМ. У 1996-2005 роках - голова колегії суддів України, член виконкому федерації дзюдо України. Протягом десяти років, з 2002 по 2012 роки обіймав посаду директора Донецької ШВСМ. З 2012 по 2014 роки - старший викладач кафедри олімпійського і професійного спорту, директор спортивного клубу Донецького державного інституту здоров'я, фізичного виховання і спорту Національного університету фізичного виховання і спорту України.

## Бахмут
Після переїзу училища до прифронтового Бахмуту, в місті почалась переорганізація фізичної культури. Були побудовані спортивні майданчики, розпочалась реконструкція місцевого стадіону Авангард, Бахмут отримав статус спортивної перлини Донеччини.
27 травня 2020 — на території місцевого стадіону "Авангард" розпочалось будівництво нового навчального корпусу.
3 липня 2020 — училище було перейменовано в коледж